# Голиці (Камник)
Голиці (словен. Golice) — поселення в общині Камник, Осреднєсловенський регіон, Словенія. Висота над рівнем моря: 645,1 м.